# Marcel Loche
Marcel Paul Eugène Loche (* 8. September 1886 in Dreux, Département Eure-et-Loir; † 17. März 1970 im 19. Arrondissement, Paris) war ein französischer Schauspieler.
Loche war der Sohn des dreuxer Hufschmiedes Eugène Loche und seiner Frau Louise Massot, einer Schneiderin.
Am 22. April 1943 heiratete er im 19. Arrondissement von Paris Georgette Louise Kornprobst.

## Filmographie
- 1932: Une nuit à l’hôtel von Léo Mittler
- 1936: Bach détective von René Pujol
- 1938: Chipée von Roger Goupillières
- 1938: La Vierge folle von Henri Diamant-Berger
- 1938: La Goualeuse von Fernand Rivers
- 1939: Paradis perdu von Abel Gance
- 1942: Geschäft ist Geschäft (Les affaires sont les affaires) von Jean Dréville
- 1942: La Grande Marnière von Jean von Marguenat
- 1943: Bonsoir mesdames, bonsoir messieurs von Roland Tual
- 1945: La Femme fatale von Jean Boyer
- 1946: … und sowas nennt sich Detektiv (L’Insaisissable Frédéric) von Richard Pottier
- 1947: Gewagtes Spiel (Les gosses mènent l’enquête) von Maurice Labro
- 1946: Pas un mot à la reine mère von Maurice Cloche
- 1947: Miroir von Raymond Lamy
- 1947: Carré von valets von André Berthomieu
- 1947: Mademoiselle s’amuse von Jean Boyer
- 1948: Von Mensch zu Mensch (D’homme à hommes)
- 1948: L’Armoire volante von Carlo Rim
- 1948: Da Geheimnis der fünf roten Tulpen (Cinq tulipes rouges) von Jean Stelli
- 1948: D’homme à hommes von Christian-Jaque
- 1948: Zwischen 11 und Mitternacht (Entre onze heures et minuit) von Henri Decoin
- 1948: Trois garçons, une fille von Maurice Labro
- 1949: Junger Mann mit sieben Frauen (Une femme par jour) von Jean Boyer
- 1948: Die Guillotine (La Veuve et l’Innocent) von André Cerf
- 1949: La Femme nue von André Berthomieu
- 1949: L’Héroïque Monsieur Boniface von Maurice Labro
- 1950: Les Anciens von Saint-Loup von Georges Lampin
- 1950: Der galante Abenteurer (Méfiez-vous des blondes) von André Hunebelle
- 1950: Le Roi du bla bla bla von Maurice Labro
- 1950: Le Rosier von Madame Husson von Jean Boyer
- 1950: Unter dem Himmel von Paris (Sous le ciel von Paris) von Julien Duvivier
- 1950: Le Tampon du capiston von Maurice Labro
- 1950: Topaze von Marcel Pagnol
- 1950: Drei Telegramme (Trois télégrammes) von Henri Decoin
- 1952: Cent francs par seconde von Jean Boyer
- 1952: Quitte ou double von Robert Vernay
- 1953: La Route Napoléon von Jean Delannoy
- 1954: Der Graf von Monte Christo (Le Comte von Monte-Cristo) Fernsehserie von Robert Vernay
- 1954: Leguignon guérisseur von Maurice Labro
- 1954: Der Hammel mit den fünf Beinen (Le Mouton à cinq pattes) von Henri Verneuil
- 1954: Nana von Christian-Jaque
- 1954: Interdit von séjour von Maurice von Canonge
- 1954: Les Intrigantes von Henri Decoin
- 1954: Rot und Schwarz (Le Rouge et le Noir) von Claude Autant-Lara
- 1955: Frou-Frou, die Pariserin (Frou Frou) von Augusto Genina
- 1955: Les deux font la paire d’André Berthomieu
- 1955: Rote Lippen – blaue Bohnen (Vous pigez ?) von Pierre Chevalier
- 1956: Das Gänseblümchen wird entblättert (En effeuillant la marguerite) von Marc Allégret
- 1956: Der Mann im Regenmantel (L’Homme à l’imperméable) von Julien Duvivier
- 1956: La Joyeuse Prison von André Berthomieu
- 1956: Les Lumières du soir von Robert Vernay
- 1956: Mademoiselle et son gang von Jean Boyer
- 1957: Fumée blonde von Robert Vernay
- 1957: Le Septième Ciel von Raymond Bernard
- 1957: Le Temps des œufs durs von Norbert Carbonnaux
- 1958: Ein Weib wie der Satan (La Femme et le Pantin) von Julien Duvivier
- 1958: Frau im Fegefeuer (Pourquoi viens-tu si tard) von Henri Decoin
- 1959: Wiesenstraße Nr. 10 (Rue des prairies) von Denys von La Patellière
- 1960: Préméditation von André Berthomieu
- 1960: L’Ours von Edmond Séchan
- 1960: Der Umstandskrämer (Les Tortillards) von Jean Bastia
- 1960: Die Wahrheit (La Vérité) von Henri-Georges Clouzot
- 1960: Das Bett des Königs (Vive Henri IV, vive l’amour) von Claude Autant-Lara
- 1961: Hinter fremden Fenstern (Le Rendez-vous) von Jean Delannoy
- 1961: Un cheval pour deux von Jean-Marc Thibault
- 1961: Ein Mädchen sprang ins Wasser (Auguste)
- 1963: Geheimagent S. schlägt zu (L’Honorable Stanislas, agent secret) von Jean-Charles Dudrumet
- 1964: Clémentine chérie von Pierre Chevalier